# Tiroler Volksschauspiele
Die Tiroler Volksschauspiele sind ein Theaterfestival, das jährlich im Juli und August in Telfs in Tirol stattfindet. Es gibt keine feste Spielstätte, es werden Spielorte für die jeweiligen Stücke gesucht, die dann für die Inszenierung adaptiert werden. Die Zusammenarbeit von Profis und Laien wird seit Beginn gepflegt.

Der Spielplan ist einerseits der Pflege des Volkstheatererbes verpflichtet, andererseits auf die Entwicklung eines modernen Volkstheaters ausgerichtet.

Die Tiroler Volksschauspiele sind als gemeinnützige Gesellschaft mit beschränkter Haftung organisiert. Geschäftsführerin ist Julia Neuner.

## Geschichte
Kurt Weinzierl hatte die Idee, die im deutschsprachigen Raum arbeitenden Tiroler Profischauspieler, Bühnenbildner, Komponisten etc. nach Tirol zu bringen, um unser heimatliches Volkstheater gemeinsam mit den dortigen Künstlern neu zu beleben. Er fand Mitstreiter in Dietmar Schönherr, Otto Grünmandl und Josef Kuderna.
1981 wurde durch den FS-1-Intendanten Wolf In der Maur die Finanzierung möglich. So fanden die ersten Tiroler Volksschauspiele in der Burg Hasegg in Hall statt. Gespielt wurden „Die sieben Todsünden und ein Totentanz“ von Franz Kranewitter – acht Einakter an zwei Abenden, inszeniert von sieben Regisseuren. Auf der Bühne waren zu sehen: Julia Gschnitzer, Ruth Drexel, Krista Posch, Hanne Rohrer, Dietmar Schönherr, Hans Brenner, Walter Reyer, Otto Grünmandl, Richard Haller, Franz Mössmer, Klaus Rohrmoser, Markus Völlenklee, Barbara Weinzierl, Monika Schletterer-Falbesoner  uva. Die Regisseure waren Ruth Drexel, Kurt Weinzierl, Reinhard Schwabenitzky, Dietmar Schönherr, Josef Kuderna, Gernot Friedl und Alf Brustelin. Weitere Mitwirkende waren Bert Breit (Musik), Peter Lefor (Geige), Felix Mitterer (Moritaten) und Max Keller (Licht).
1982 – die zweite Spielzeit – sollte Kaiser Josef und die Bahnwärterstochter von Fritz von Herzmanovsky-Orlando mit neuer Musik von Werner Pirchner und eine Neuinterpretation des im Nationalsozialismus bewusst umgedeuteten Stücks von Karl Schönherr „Glaube und Heimat“ bringen, sowie die Uraufführung eines Gegenwartsstücks, nämlich Felix Mitterers Passion „Stigma“. Die Stadt Hall lehnte das Stück damals als „Ansammlung von Schweinereien und Religionsverhöhnung“ ab und war nicht mehr bereit, die Spiele zu veranstalten, falls „Stigma“ auf dem Spielplan bliebe.
In dieser Situation bot sich Telfs unter Bürgermeister Helmut Kopp den Volksschauspielern als Veranstaltungsort an. Bis heute finden die Schauspiele in Telfs statt.
Eine Vorveröffentlichung von „Stigma“ führte zu landesweiten Empörungsbekundungen, es regnete Protestbriefe, Strafanzeigen gegen die Verantwortlichen und sogar Bombendrohungen gegen den Telfer Bürgermeister.
Über 70 Zeitungen aus dem gesamten deutschsprachigen Raum schickten Kritiker. Trotz der aufgeheizten Stimmung blieb der Skandal bei der von der Polizei geschützten Uraufführung aus.
In den kommenden Jahren kämpften die Volksschauspiele immer wieder um ihren Fortbestand. Der Rückzug des ORF als Hauptgeldgeber schien das Ende zu bedeuten, aber Hans Brenner und Ruth Drexel erhielten die Spiele mit Notprogrammen aufrecht, bis sich Gemeinde, Land und Bund bereitfanden, die Finanzierung dauerhaft zu gewährleisten.
1985 löste Hans Brenner Dietmar Schönherr als Obmann ab und blieb es bis zu seinem Tod 1998. Unter seiner Ägide wurden er und Ruth Drexel zu den künstlerisch prägenden Persönlichkeiten. Nach Brenners Tod leitete Drexel die Spiele bis 2009. Als ihr künstlerisches Hauptziel nannte sie, Volkstheater als Instrument zur kritischen Auseinandersetzung mit der gelebten Realität zu etablieren – klug, scharf und unterhaltsam, aber unabhängig vom Bildungshintergrund verständlich. Nach dem Ableben Drexels übernahm Markus Völlenklee die Leitung und stand den Tiroler Volksschauspielen bis 2019 als Obmann vor.
Der Verein der Tiroler Volksschauspiele, der die Spiele fast 40 Jahre veranstaltet hat und aus unabhängigen Künstlern mit persönlicher Haftung für die Spiele besteht, wurde 2019 von einer GmbH abgelöst, deren Eigentümer zu 100 % die Marktgemeinde Telfs ist.
2020 wurden die Spiele aufgrund der COVID-19-Pandemie abgesagt. Nach einer öffentlichen Ausschreibung und einem Hearing entschied sich die Auswahljury für Christoph Nix als künstlerischen Leiter für die Jahre 2021 bis 2024. Im Dezember 2021 wurde bekannt, dass Christoph Nix seinen Vertrag als künstlerischer Leiter mit Ende der Spielzeit 2022 auflösen werde.
Im März 2022 wurde Gregor Bloéb zum künstlerischen Leiter der Tiroler Volksschauspiele bestellt. Bloéb war allerdings nicht die erste Wahl der Jury die für die Nachbesetzung eingesetzt worden war, sondern eine junge Frau, über die Jury-Präsident Adi Hirschal sagte, diese hätte „mit Abstand“ den besten Eindruck hinterlassen: „Sie hat ein ausgezeichnetes Interview gegeben, sie wäre eine tolles Signal für die Volksschauspiele, sie war unsere Empfehlung.“ Der Bürgermeister von Telfs setzte sich jedoch über die Empfehlung Jury hinweg und berief Bloéb zum neuen Leiter. Die Tiroler Tageszeitung nannte dies „eine politische Entscheidung“. Hirschal vermutete, dass man sich von dem prominenten Bloéb mehr Interesse von Sponsoren und Publikum erhoffe. Bloéb hatte sich bereits zwei Jahre zuvor erfolglos um die Intendanz der Volksschauspiele beworben, wo er trotz politischer Unterstützung nicht in die Endauswahl kam.
2025 wurde der Vertrag von Bloéb als künstlerischer Leiter der Tiroler Volksschauspiele bis 2028 verlängert, ebenso wie die Verträge des restlichen Leitungsteams.

## Programm
Eine Auswahl der gespielten Stücke möge die Bandbreite des intendierten Volkstheaterbegriffs deutlich machen:
- Franz Kranewitter: Die sieben Todsünden, Andrä Hofer, Um Haus und Hof, Die Teufelsbraut
- Karl Schönherr: Der Weibsteufel, Frau Suitner, Erde, Maitanz, Der Judas von Tirol
- Felix Mitterer: Sibirien UA[7], Munde UA, Drachendurst UA, Peter Prosch UA, Abraham, Mein Ungeheuer UA, Gaismair UA, Die Beichte UA, 1809 – Mein bestes Jahr UA
- Rudolf Brix: Die Räuber vom Glockenhof
- Aristophanes/Dietmar Schönherr: Job und der Frieden, UA
- J. W. Goethe: Urfaust
- F. Schiller: Die Räuber
- William Shakespeare: Hamlet, Wie es Euch gefällt
- Georg Büchner: Woyzeck
- J. M. Synge / F. Mitterer: Der Held aus dem Westen
- Bert Brecht: Herr Puntila und sein Knecht Matti
- Hermann Essig: Die Glückskuh, ÖE[8]
- Thomas Hürlimann/Lorenz Gutmann: Franzos in Ötz, ÖE
- Johann Nestroy: Einen Jux will er sich machen
- Josef Rieser / Max Neil: Schwarzer Schleim UA / Sündiges Dorf
- Karl Schönherr: Der Judas von Tirol
- Joan Littlewood: Oh, what a lovely War
- Herbert Achternbusch: Ella
- Roland Schimmelpfennig: Ambrosia
- Carlo Gozzi: König Hirsch
- Ferdinand Raimund: Der Alpenkönig und der Menschenfeind
- Felix Mitterer: Verkaufte Heimat

Im Rahmen der Volksschauspiele kam es zu Ur- und Erstaufführungen von Werken von Fitzgerald Kusz, Luis Zagler, Hans Haid, Lothar Greger, Herbert Rosendorfer, Lorenz Gutmann, Klaus Händl u. a.
2023 lud Intendant Gregor Bloéb die Autoren Helena Adler (Trägheit), Uli Brée (Völlerei), Calle Fuhr (Hochmut), Felix Mitterer (Geiz), David Schalko (Wollust, eine Bühnenadaption von Schalkos Erzählung Cowboys), Lisa Wentz (Zorn) sowie Marie Stockhausen (Choreografie Neid) und Hubert Sauper und Johannes Schmidl (Prolog und Epilog) ein, die 7 Todsünden neu zu interpretieren. Bei den ersten Tiroler Volksschauspielen 1981 wurden die 7 Todsünden des Dramatikers Franz Kranewitter aufgeführt. 2024 wurde eine verdichtete Neuauflage der 7 Todsünden aus dem Vorjahr im Gedenken an die im Jänner 2024 verstorbene Schriftstellerin Helena Adler wiederaufgenommen.